# Mennonitenfriedhof Hamburg-Altona

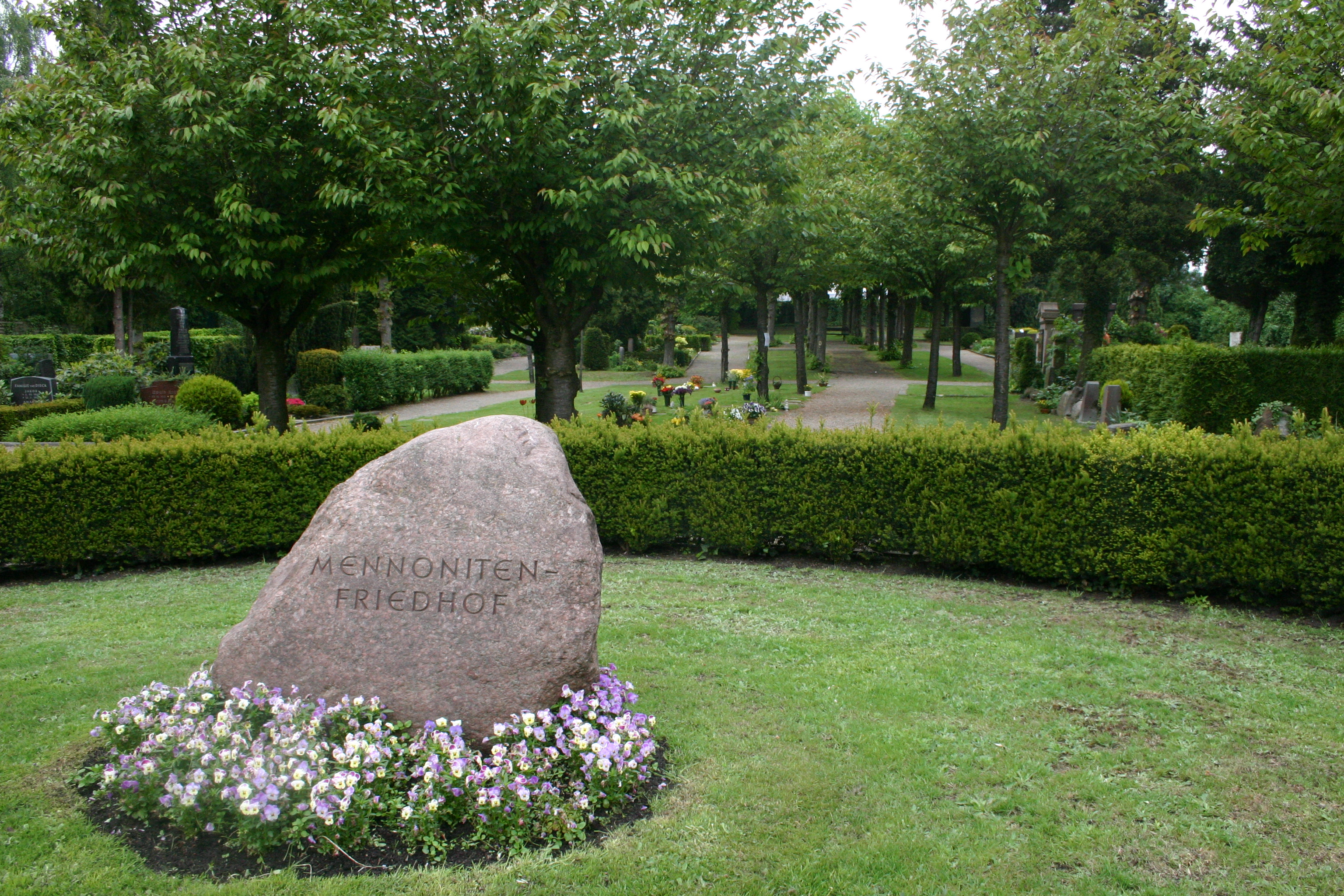
Im Eingangsbereich des Friedhofs

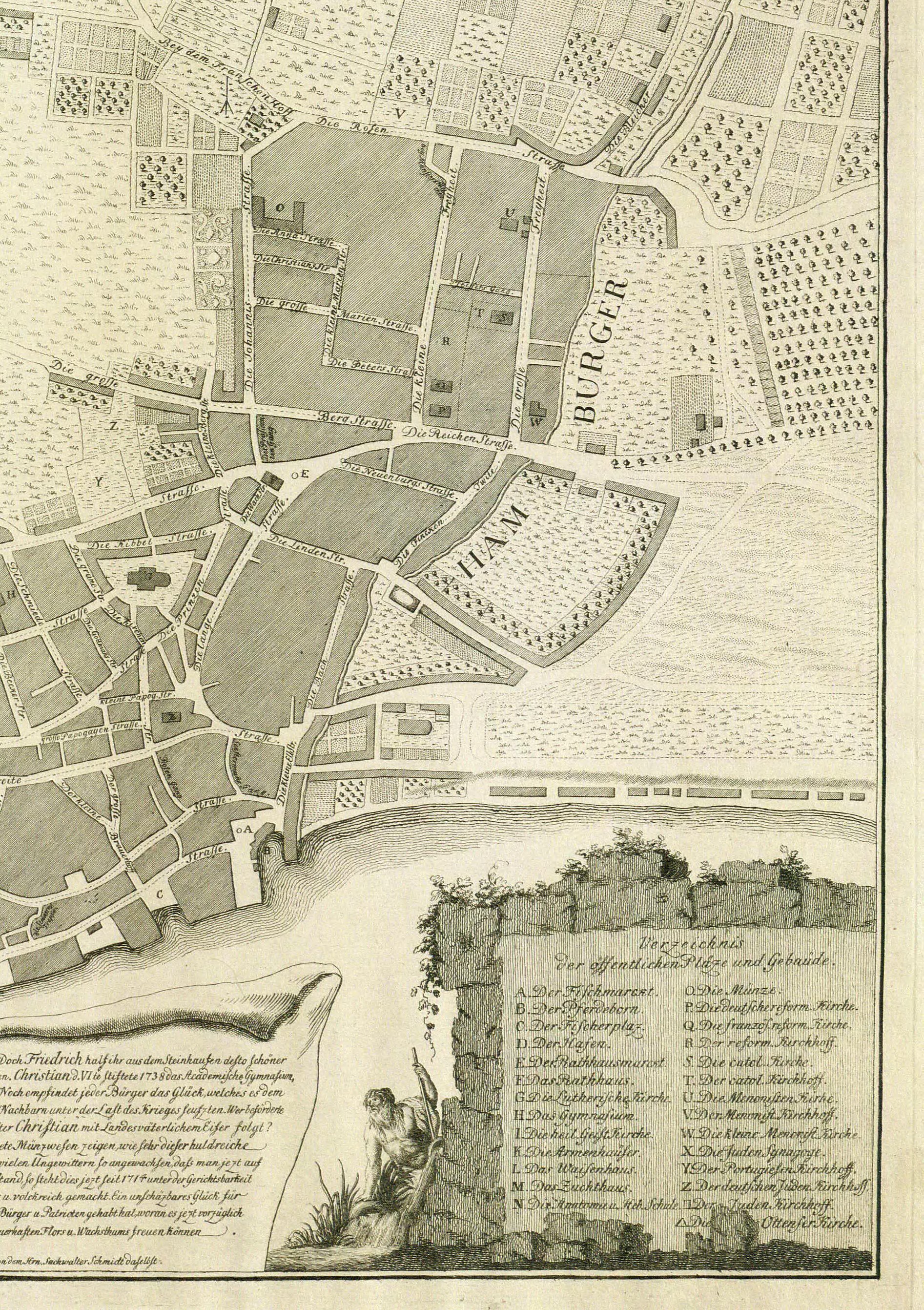
Altona 1770: Der damalige mennonitische Friedhof ist am oberen Rand der Karte mit „V“ gekennzeichnet, die Mennonitenkirche östlich davon mit einem „U“

Der Mennonitenfriedhof Hamburg-Altona befindet sich im Osten des Ortsteils Bahrenfeld in Hamburg-Altona. Mit 6932 m² und 1000 Gräbern ist die mennonitische Begräbnisstätte heute der kleinste Friedhof der Hansestadt. Die Aufsicht über den Friedhof führt der Gemeinderat der Mennonitengemeinde zu Hamburg und Altona. Es ist bereits der zweite mennonitische Friedhof in der Stadt.

## Vorgänger-Friedhof

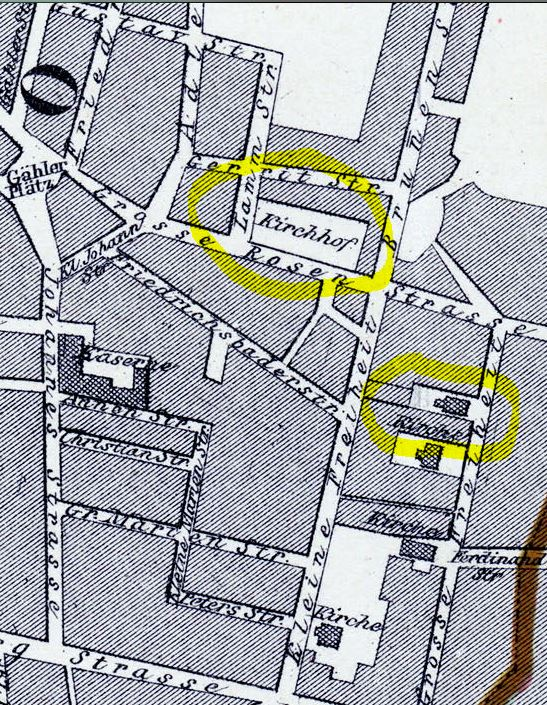
Altona 1880: Der damalige mennonitische Friedhof („Kirchhof“) und die damalige Mennonitenkirche sind markiert

Bevor die Mennoniten einen eigenen Friedhof besaßen, war der Friedhof der Reformierten in Altona ihr Begräbnisplatz gewesen; hamburgische Mennoniten waren zum Teil auf dem Friedhof der lutherischen St.-Nikolai-Kirche bestattet worden.
Der erste mennonitische Friedhof befand sich ab 1678 an der Großen Roosenstraße (heute Paul-Roosen-Straße, Ecke Lammstraße) in Altona. Seine Einrichtung ging auf Geeritt Roosen zurück, der als Vater der [Mennoniten-]Gemeinde gilt.
Es gab sowohl Erdgräber wie auch Grüfte; beide waren mit quaderförmigen Platten abgeschlossen. Die Grabinschriften waren zunächst niederländisch, später in deutscher Sprache. Sie folgten einem standardisierten Schema, auch die Nummer des Grabbriefes war verzeichnet.
In einer Pestzeit zu Beginn des 18. Jahrhunderts durften verstorbene hamburgische Mennoniten nicht nach Altona gebracht werden, in dieser Zeit wurden sie auf dem Heiligengeistfeld bestattet, wo bei der Ölmühle ein gesonderter Begräbnisplatz eingerichtet worden war.
Ab 1873 waren nur noch Erbbegräbnisse vorgesehen.
In den 1870er und -90er Jahren musste Fläche für Straßenerweiterungen abgetreten werden, im letzteren Fall mussten hierfür auch Gräber verlegt werden. 1921 wurde ein ungenutzter Teil des Friedhofs verkauft. Eine Kapelle, die als Leichenhaus genutzt worden war, sowie ein Gärtnerhaus wurden abgerissen. Diese Maßnahmen, der allgemeine Zustand bzw. die Klagen darüber sowie wohl auch die Nähe zum Vergnügungsviertel St. Pauli führten schließlich dazu, dass der Friedhof 1936 geräumt, verkauft und schließlich überbaut wurde.

## Heutiger Friedhof
Die Begräbnisstätte am Bahrenfelder Holstenkamp  80–82 wurde 1873 eingeweiht, ein Jahr später kam eine Kapelle hinzu, die jedoch im Zweiten Weltkrieg zerstört wurde. Ein Gärtnerhaus von 1896 besteht hingegen immer noch.

### Denkmalgeschützter alter Teil

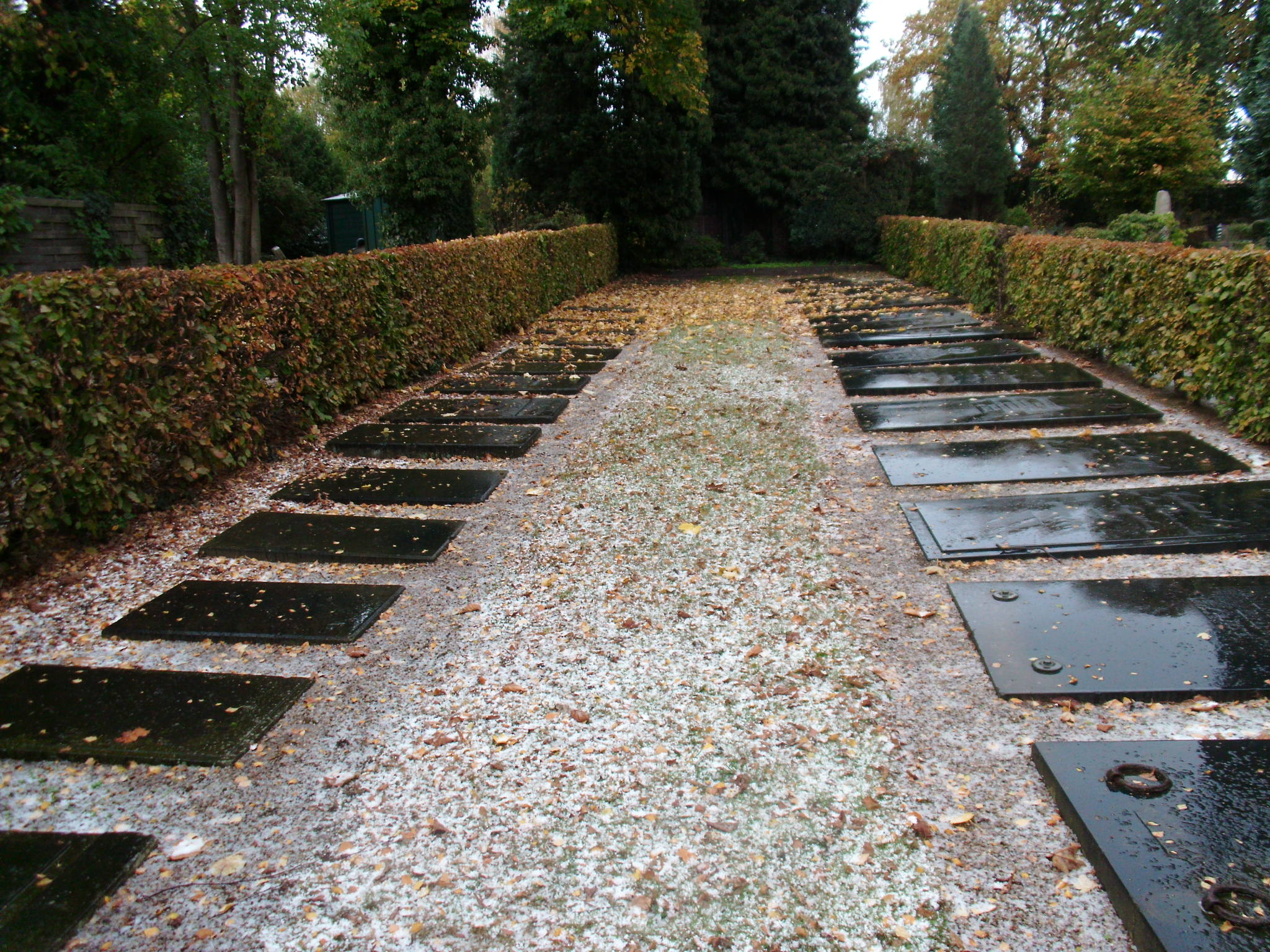

Von dem Vorgänger-Friedhof konnten noch 38 unter Denkmalschutz stehende Grabplatten aus Sandstein in den neuen Friedhof in Bahrenfeld überführt werden und entsprechend ihrer früheren Anordnung wieder aufgestellt werden. Die älteste dieser Grabplatten stammt aus dem Jahr 1679. Hausmarken, Familienwappen und zum Teil noch in Niederländisch verfasste Inschriften auf den Grabplatten geben noch heute Aufschluss über die damals in Hamburg und Altona lebenden mennonitischen Kaufmannsfamilien. Den in den neuen Friedhof integrierten Grabplatten steht ein Denkmal mit der Aufschrift Gewidmet den Toten, deren sterbliche Hüllen einst auf dem Alten Friedhof beigesetzt waren und nun an dieser Stätte einen neuen Ruheplatz fanden vor, das der Hamburger Bildhauer Arthur Bock gestaltet hat.
Dieser Teil des Friedhofs steht heute unter Denkmalschutz.

### Neuer Teil
Auch heute noch ist der Friedhof Begräbnisstätte in Hamburg und im Umland lebender Mennoniten, ohne dass sich alle Mennoniten hier bestatten ließen. Es werden auch unabhängig von den Todesumständen Gemeindefremde und Tote aller Konfessionen auf dem mennonitischen Friedhof beigesetzt. Beispielsweise findet sich hier auch ein jüdisches Grabmal. Im Jahr 2008 konnten dank einer Spende die Außenmauern des Friedhofs saniert werden.

## Grabstätten bekannter Persönlichkeiten

### Mennonitische Pastoren
- Berend Carl Roosen
- Hinrich van der Smissen
- Otto Schowalter
- Peter J. Foth

### Unternehmer
- Helmut Greve, Mäzen[4]

### Wissenschaftler
- Ernst Schepansky, Sozialhistoriker

## Bilder

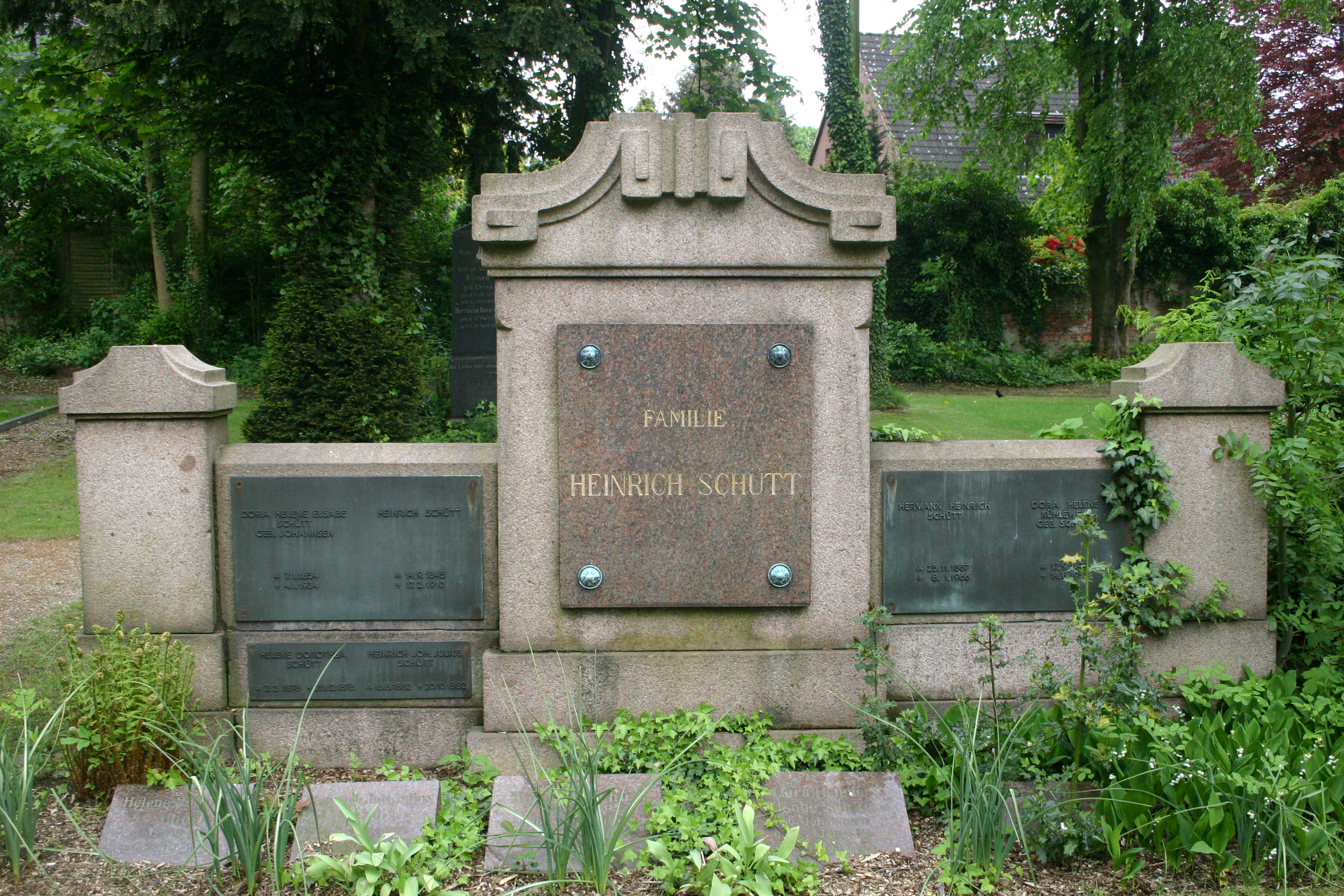
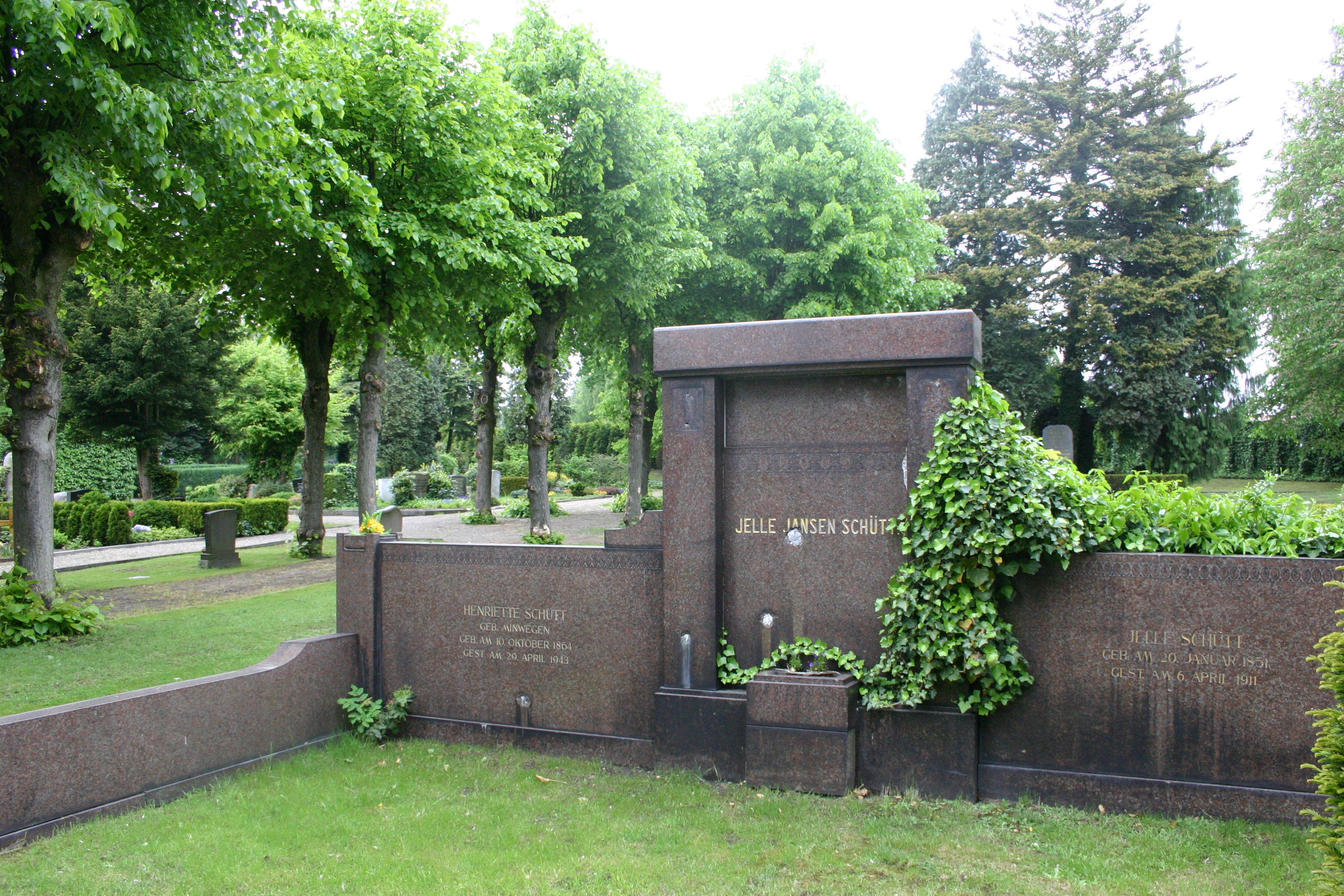
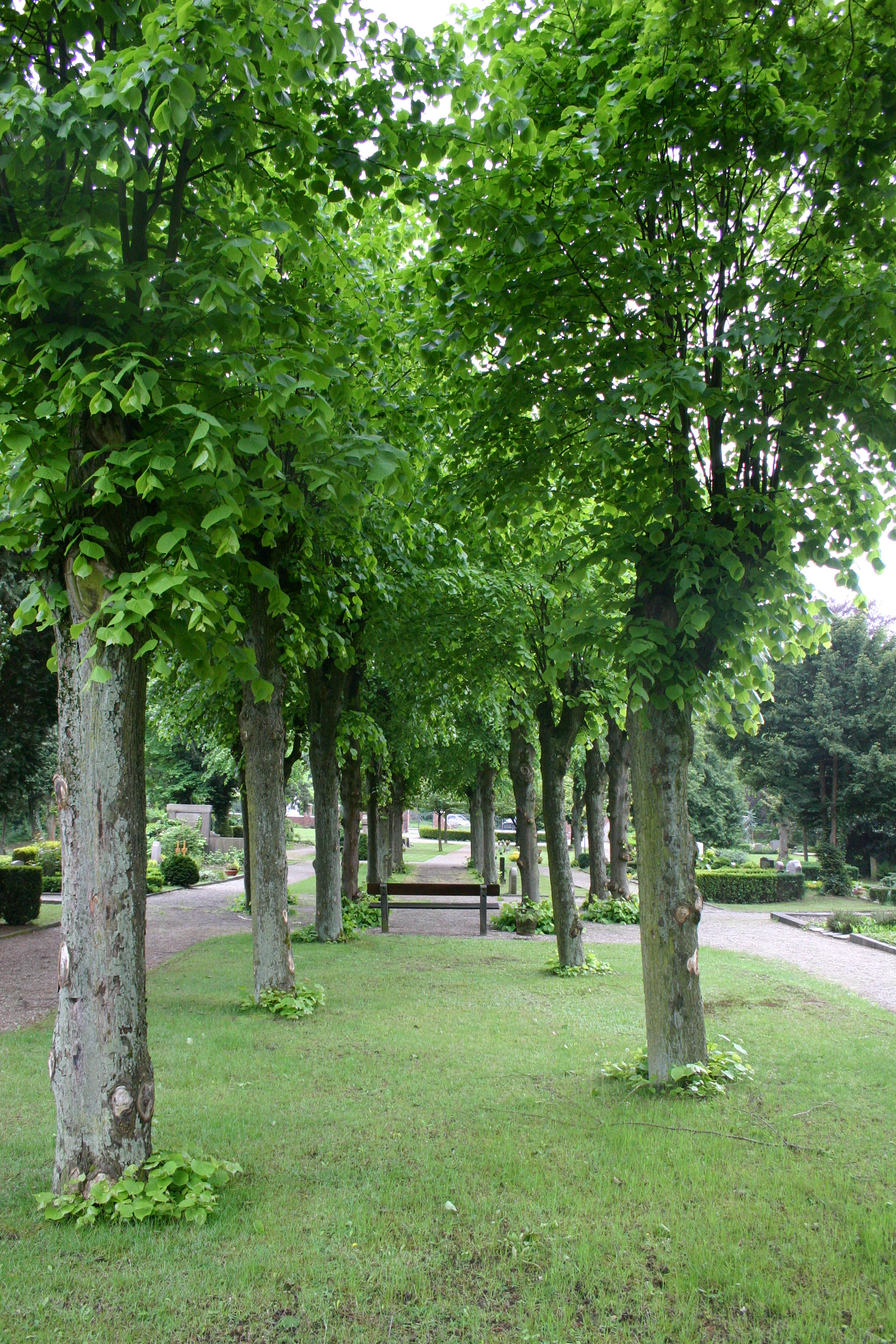

### Regisseure, Schauspieler
- Heinz Dunkhase, Regisseur